# SK Rusj Oezjhorod
SK Rusj Oezjhorod (Oekraïens: СК РУСЬ Ужгород) was een Roetheense voetbalclub uit Oezjhorod dat destijds in Tsjecho-Slowakije lag en tegenwoordig bij Oekraïne hoort.
De club werd in 1925 opgericht en speelde vanaf 1928 in het kampioenschap van Oost-Slowakije en Karpato-Oekraïne (Podkarpatská Rus of Karpato-Oekraïne). In 1929 en 1933 werd de club kampioen en in 1933 werd in de eerste ronde om het Tsjecho-Slowaakse amateurkampioenschap van DFC Praag verloren. 
In 1936 kwalificeerde de club zich als kampioen van Slowakije na overwinningen op SK Baťa Zlín, SK Hradec Králové en Viktoria Žižkov voor de destijds professionele Eerste klasse van Tsjecho-Slowakije. Daarin kwam het in het seizoen 1936/37 slechts tot drie overwinningen en Rusj Oezjhorod degradeerde. Vanwege de verre afstanden moest de club per vliegtuig naar de meeste wedstrijden en omdat er negen leraren in het team speelden kreeg het de bijnaam  de vliegende leraren.
Nadat eind 1938, aan het begin van de Tweede Wereldoorlog Karpato-Roethenië van Tsjecho-Slowakije gescheiden werd, hield de club op te bestaan. In 1946 werd in de stad de nieuwe club Spartak Oezjhorod opgericht.
Een bekende speler was Alexa Bokšay die later bij Slavia Praag speelde en bondscoach van Tsjecho-Slowakije was.

## Resultaten
| Seizoen | Competitie                                            | Plaats   |
| 1928/29 | Kampioenschap van Oost-Slowakije en Karpato-Roethenië | 1        |
| 1929/30 | Kampioenschap van Oost-Slowakije en Karpato-Roethenië | 2        |
| 1930/31 | Kampioenschap van Slowakije en Karpato-Roethenië      | 2        |
| 1931/32 | Kampioenschap van Slowakije en Karpato-Roethenië      | 2        |
| 1932/33 | Kampioenschap van Slowakije en Karpato-Roethenië      | 1        |
| 1933/34 | Kampioenschap van Oost-Slowakije en Karpato-Roethenië | 2        |
| 1934/35 | Kampioenschap van Slowakije                           | 2        |
| 1935/36 | Kampioenschap van Slowakije                           | 1        |
| 1936/37 | Eerste klasse van Tsjecho-Slowakije                   | 11       |
| 1937/38 | Kampioenschap van Slowakije                           | onbekend |